# آنخل کاسرو
آنخل کاسرو (اسپانیایی: Ángel Casero‎؛ زادهٔ ۲۷ سپتامبر ۱۹۷۲) دوچرخه‌سوار اهل اسپانیا است.